# 대류열 전달
대류열 전달(Convective heat tr 대류라고도 하며 이류를 통해 한 장소에서 다른 장소로 열을 전달시키는 것을 말한다.

## 열의 대류
열이 물체를 통해서 이동하는 것이 아니라 따뜻해진 유체(액체나 기체)의 흐름에 의해서 고온 부분에서 저온 부분으로 이동하는 현상을 열의 대류라고 한다. 열전도와는 달라서 대류는 열이 운동하는 유체를 따라서 이동한다. 이런 점이 열 대류의 특징이다. 지구 전체는 두꺼운 공기층에 싸여 있다. 물이나 공기는 대기의 열로 따뜻해져서 활발하게 대류를 이루고 있다. 이것들이 해류도 되고 바람이 된다. 이에 의해서 열이 이동하므로 바닷물의 온도와 기온이 지구 위에서 고르게 되어 어떤 곳은 온도가 극도로 높다든다 낮다든가 하는 현상은 없다. 이 때문에 지구는 공기와 물이 없는 달 등에 비하면 훨씬 살기 좋은 환경에 있는 것이다.

## 같이 보기
- 대류
- 열 전달 계수